# Nicolas Lopez
Nicolas Lopez (Tarbes, 14 de novembro de 1980) é um esgrimista francês campeão olímpico.
Nicolas Lopez representou seu país nos Jogos Olímpicos de Verão de 2008. Conseguiu a medalha de prata, na categoria sabre individual e fez parte do grupo que ganhou a medalha de ouro na categoria sabre por equipes.